# Enrique Serrano de Viale Rigo
Enrique Serrano de Viale-Rigo (Concepción, 31 de diciembre de 1913 - Santiago, 1985) fue un abogado y político conservador chileno. Se desempeñó como diputado de la República en representación de la 17.ª Agrupación Departamental, durante dos períodos legislativos consecutivos, entre 1953 y 1960. Luego, ejerció como ministro de Estado —en la cartera de Minería— bajo el gobierno del presidente Jorge Alessandri entre septiembre de 1960 y octubre de 1961.

## Familia y estudios
Nació en Concepción el 31 de diciembre de 1913, hijo de Enrique Serrano Gundelach y Mercedes del Carmen de Viale-Rigo Urbaneja. Realizó sus estudios primarios y secundarios en el Colegio de los Sagrados Corazones de Santiago, y luego cursó los superiores en la carrera de derecho en la Pontificia Universidad Católica (PUC), egresando como abogado.
Se casó en Santiago, el 29 de agosto de 1940 con Teresa Guerra Toro, hija de Guiseppe Guerra Rossano y María Nicolasa de las Mercedes Toro Ovalle, con quien tuvo cuatro hijos. Uno de ellos fue María Teresa, casada con Francisco Bulnes Ripamonti (hijo del exparlamentario Francisco Bulnes Sanfuentes y Elisa Ripamonti Barros).

## Carrera política
En sus inicios políticos, se desempeñó como alcalde de la comuna de Pichidegua entre 1942 y 1945 y seguidamente entre 1945 y 1948. Militó en el Partido Conservador Tradicionalista (PCT), y Partido Conservador Unido (PCU), siendo director general de este último.
En las elecciones parlamentarias de 1953, fue elegido como diputado por la 17.ª Agrupación Departamental (correspondiente a los departamentos de Concepción, Tomé, Talcahuano, Coronel y Yumbel, por el legislativo 1953-1957, siendo reelegido inmediatamente —en las elecciones parlamentarias de 1957—, para el periodo 1957-1961. En el primero, integró las comisiones de Gobierno Interior Educación Pública; mientras que en el segundo, la comisión permanente de Hacienda.
El 15 de septiembre de 1960, el presidente Jorge Alessandri lo llamó a su gabinete para servir como ministro de Minería, permaneciendo en el cargo hasta el 26 de octubre de 1961. Simultáneamente, sirvió como ministro de Hacienda en calidad de interino, desde el 26 de agosto hasta el 18 de octubre de 1961.
Entre sus actividades posteriores, fue presidente del Banco Nacional del Trabajo, presidente del Instituto de Educación Rural, miembro de la Sociedad Periodística de Chile, socio del Club de La Unión, Club de Golf Los Leones y Automóvil Club de Chile. También fue miembro del Consejo Superior de la Pontificia Universidad Católica y vicerrector de esa institución entre 1966 y 1967.
Falleció en Santiago en 1985, a causa de un accidente de tránsito. En Pichidegua, la "Escuela Enrique Serrano de Viale Rigo", existe en su honor.